# Аматлан-де-Каньяс (муниципалитет)
Аматлан-де-Каньяс (исп. Amatlán de Cañas) — муниципалитет в Мексике, штат Наярит, с административным центром в одноимённом городе. Численность населения, по данным переписи 2010 года, составила 11 188 человек.

## Общие сведения
Название Amatlán с языка науатль можно перевести, как: место, где много деревьев Амате. Амате (лат. Ficus glabrata)(es) — кора этого растения использовалась индейцами как бумага для записей(es). Слово Cañas, с испанского — тростник, появилось в названии позже, обозначая эту территорию как богатую сахарным тростником.
Площадь муниципалитета равна 765 км², что составляет 2,77 % от территории штата. Он граничит с другими муниципалитетами Наярита: на северо-западе с Ауакатланом, и на северо-востоке с Истлан-дель-Рио, а на востоке, юге и западе с другим штатом Мексики — Халиско.

## Учреждение и состав
Муниципалитет был образован в 1918 году, в его состав входят 40 населённых пунктов, самые крупные из которых:

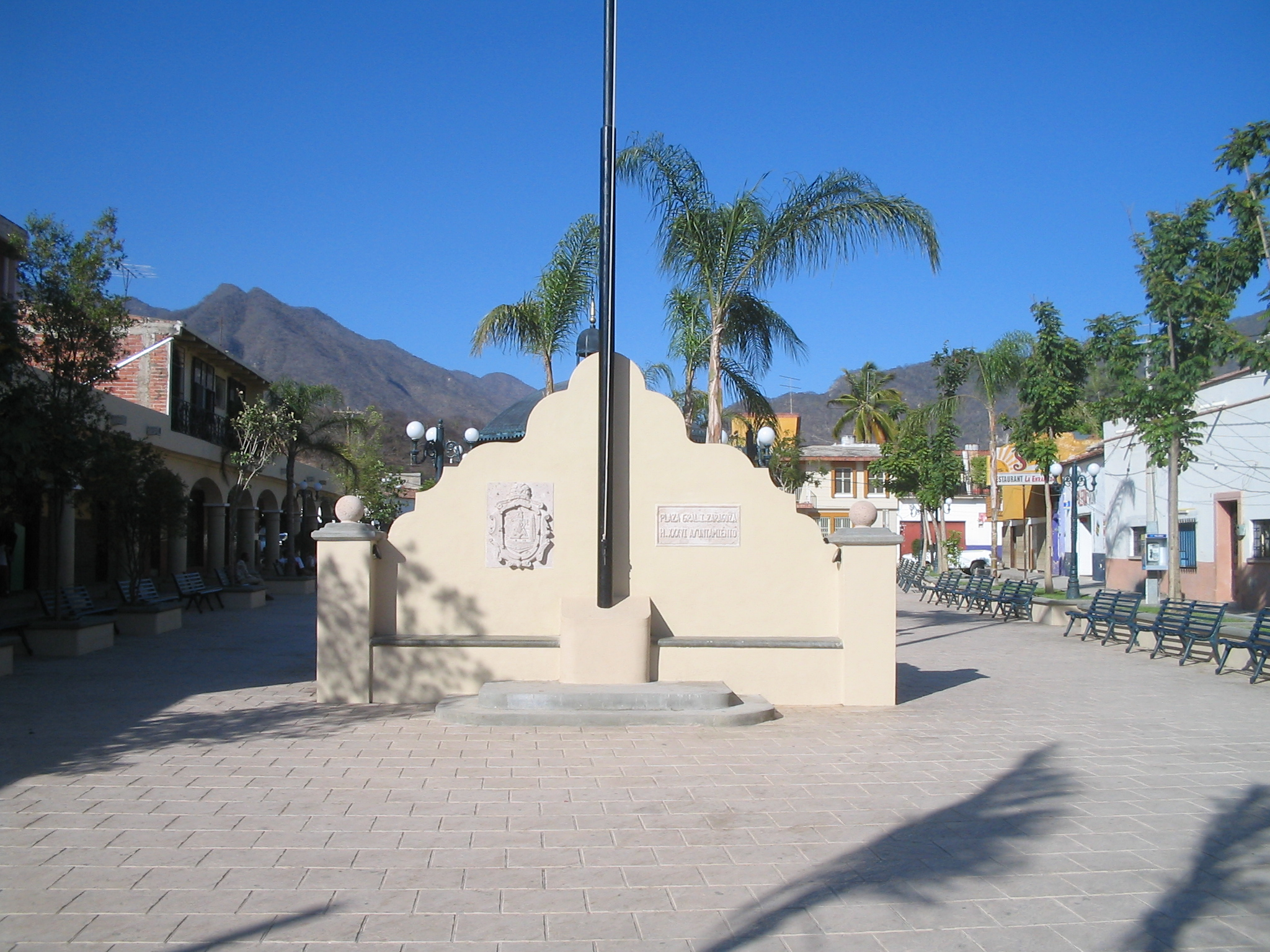
Центральная площадь в Аматлан-де-Каньясе

| Населённый пункт                           | Численность населения (2005 год) | Численность населения (2010 год) |
| Всего                                      | 10 392                           | 11 188                           |
| Аматлан-де-Каньяс (Административный центр) | 3012                             | 3157                             |
| Эстансия-де-лос-Лопес                      | 2163                             | 2225                             |
| Эль-Росарио                                | 1016                             | 1330                             |
| Тепусуакан                                 | 836                              | 977                              |
| Мескитес                                   | 639                              | 603                              |
| Сан-Бласито                                | 470                              | 500                              |
| Хесус-Мария                                | 419                              | 474                              |
| Барранка-дель-Оро                          | 343                              | 390                              |
| Ла-Ербабуэна                               | 304                              | 297                              |

## Экономическая деятельность
Работоспособное население занято по секторам экономики в следующих пропорциях:

### Сельское хозяйство и скотоводство — 59%
- Основными выращиваемыми культурами являются: кукуруза, фасоль, арахис, картофель и сорго. Также разработаны фруктовые плантации: бананов, папайи, сливы, авокадо и цитрусовых.
- Скотоводство представлено крупным рогатым скотом, свиньями, лошадьми, овцами и козами, а также пасеками.
- Рыболовство не имеет промышленных масштабов и существует только для личных нужд.

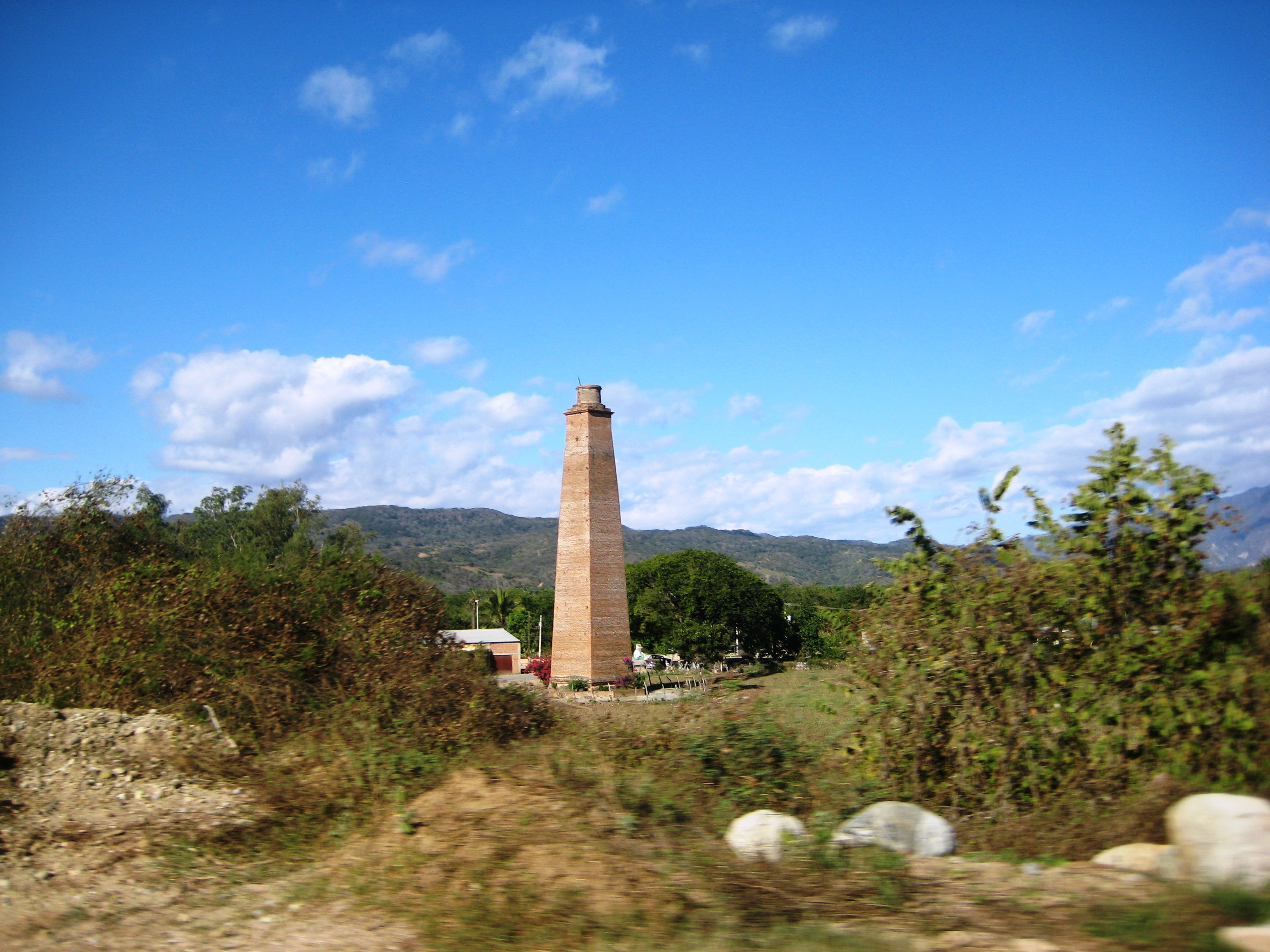
Плавильная печь в Тепусуакане

### Производство и строительство — 16,2%
- Лесозаготовка древесины: сосны и дуба.
- Производство представлено мукомольнями, пекарнями, переработкой арахиса, изготовлением мозаичной керамики, мыла и льда.
- Производится горнодобыча таких минералов, как золото, серебро, медь, свинец и цинк.

### Торговля, сферы услуг итуризма— 21,3%
- В муниципалитете много торговых предприятий, банков и других сервисов.

## Инфраструктура
По статистическим данным 2005 года, инфраструктура развита следующим образом:
- протяжённость дорог: 101,6 км;
- электрификация: 97,6 %;
- водоснабжение: 97,5 %;
- водоотведение: 83,3 %.

## Туризм
В муниципалитете можно посетить:
Архитектурные достопримечательности:
- церковь Иисуса из Назарета, построенная в 1750 году,
- здание администрации муниципалитета, построенное в 1899 году.

Музеи: несколько экспозиций предметов доиспанского периода.